# Хаплу
Хаплу или Кхапалу (урду:خپلو‎) — город на севере Пакистана, административный центр округа Гханче в провинции Гилгит-Балтистан.

## География
Расположен на левом берегу реки Шайок на высоте 2600 метров над уровнем моря.

## Достопримечательности
- Мечеть Чакчан — мечеть XIV века[2][3].

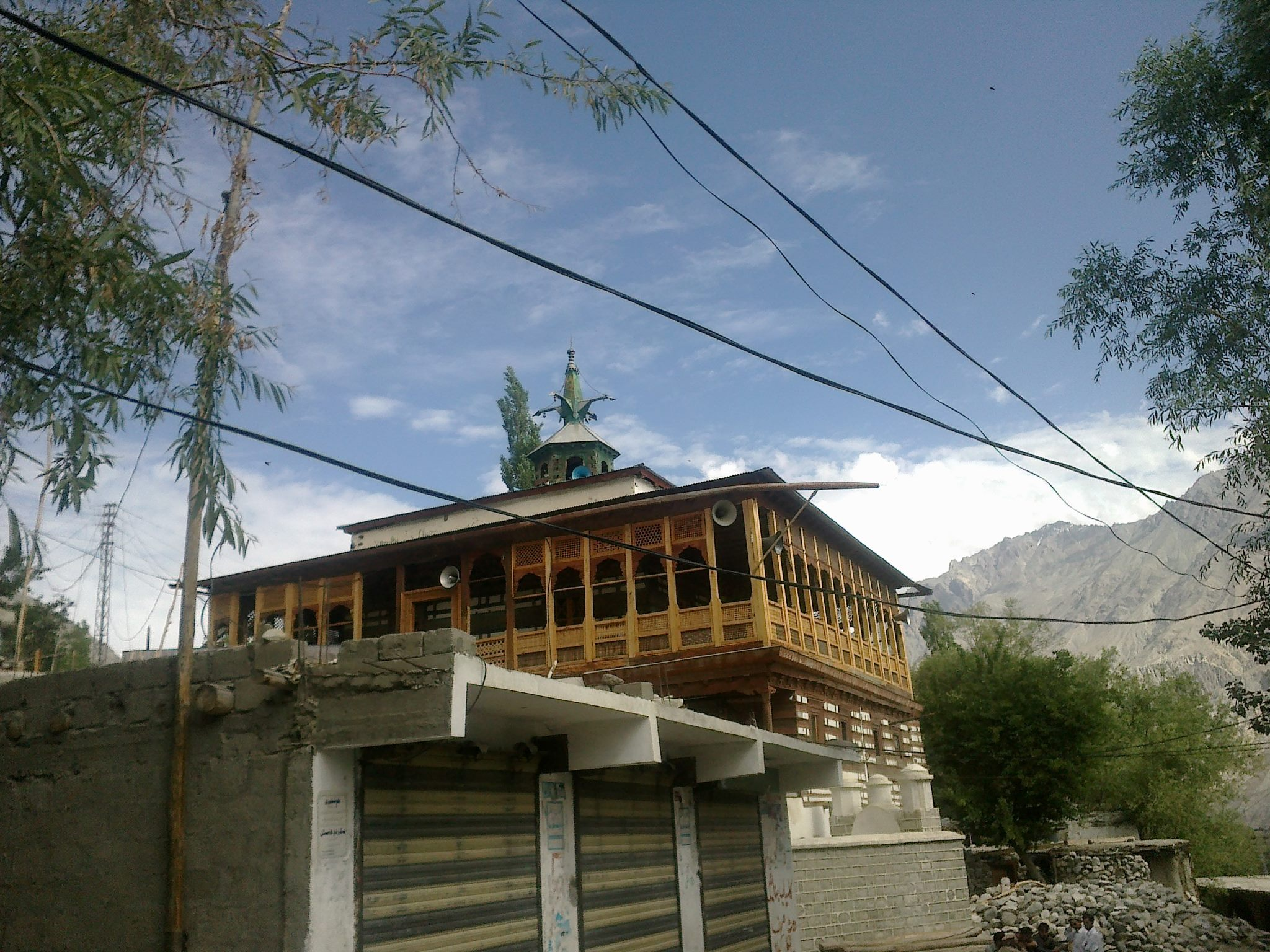
Мечеть Чакчан.

- Дворец Хаплу — усадьба XIX века, в настоящее время используется фирмой Serena Hotels в коммерческих целях[4][5].